# Gawwada (Sprache)
Gawwada (Ale, auch bekannt als Gauwada, Dabosse, Debase, Dobase, Dullay, Gobeze, Qawko und Werizoid) ist  eine Dullay-Sprache, welche von 85'670 Sprechern westlich des Chamosees gesprochen wird. Sie ist nicht gefährdet.
Die Standardschrift ist die Lateinische Schrift.